# Вонг (киновселенная Marvel)
Вонг (англ. Wong) — персонаж из медиафраншизы «Кинематографическая вселенная Marvel» (КВМ), основанный на одноимённом персонаже Marvel Comics. Его роль исполняет Бенедикт Вонг. Вонг является чародеем и мастером мистических искусств. В 2016 году он назначается библиотекарем в Камар-Тадже. В это же время он знакомится с доктором Стивеном Стрэнджем и становится его другом и наставником. После исчезновения Стрэнджа во время Скачка он принимает статус Верховного чародея, который он сохраняет после того, как Стрэндж вернулся пять лет спустя.
По состоянию на 2023 год Вонг появился в шести фильмах: «Доктор Стрэндж» (2016), «Мстители: Война бесконечности» (2018), «Мстители: Финал» (2019), «Шан-Чи и легенда десяти колец» (2021), «Человек-паук: Нет пути домой» (2021) и «Доктор Стрэндж: В мультивселенной безумия» (2022), а также в сериале «Женщина-Халк: Адвокат» (2022). Альтернативные версии Вонга появляются в анимационном сериале Disney+ «Что, если…?» (2021).

## Концепция и создание
В Marvel Comics персонаж изображён как азиатский «слуга Доктора Стрэнджа, который готовит чай», что было расовым стереотипом, который режиссёр «Доктора Стрэнджа» (2016) Скотт Дерриксон не хотел видеть в фильме, и поэтому персонаж не был включён в сценарий фильма. После того, как неазиатская актриса Тильда Суинтон была выбрана в качестве другого значимого азиатского персонажа из комиксов о Докторе Стрэндже, Древней, Дерриксон почувствовал себя обязанным найти способ включить Вонга в фильм. Персонаж, каким он в конечном счёте предстаёт, «полностью искажён как персонаж и переработан во что-то, что не вписывалось ни в один из стереотипов комиксов», что, по словам Дерриксона, придало азиатскому персонажу «сильное присутствие в фильме». Актёр Вонг также был доволен изменениями, внесёнными в персонажа, и описал его как «сержанта-инструктора Камар-Таджа», а не как слугу. Он не практикует боевые искусства в фильме, избегая другого расового стереотипа. Дерриксон добавил, что Вонг будет иметь «сильное присутствие в Кинематографической вселенной Marvel» в будущем.

## Появления

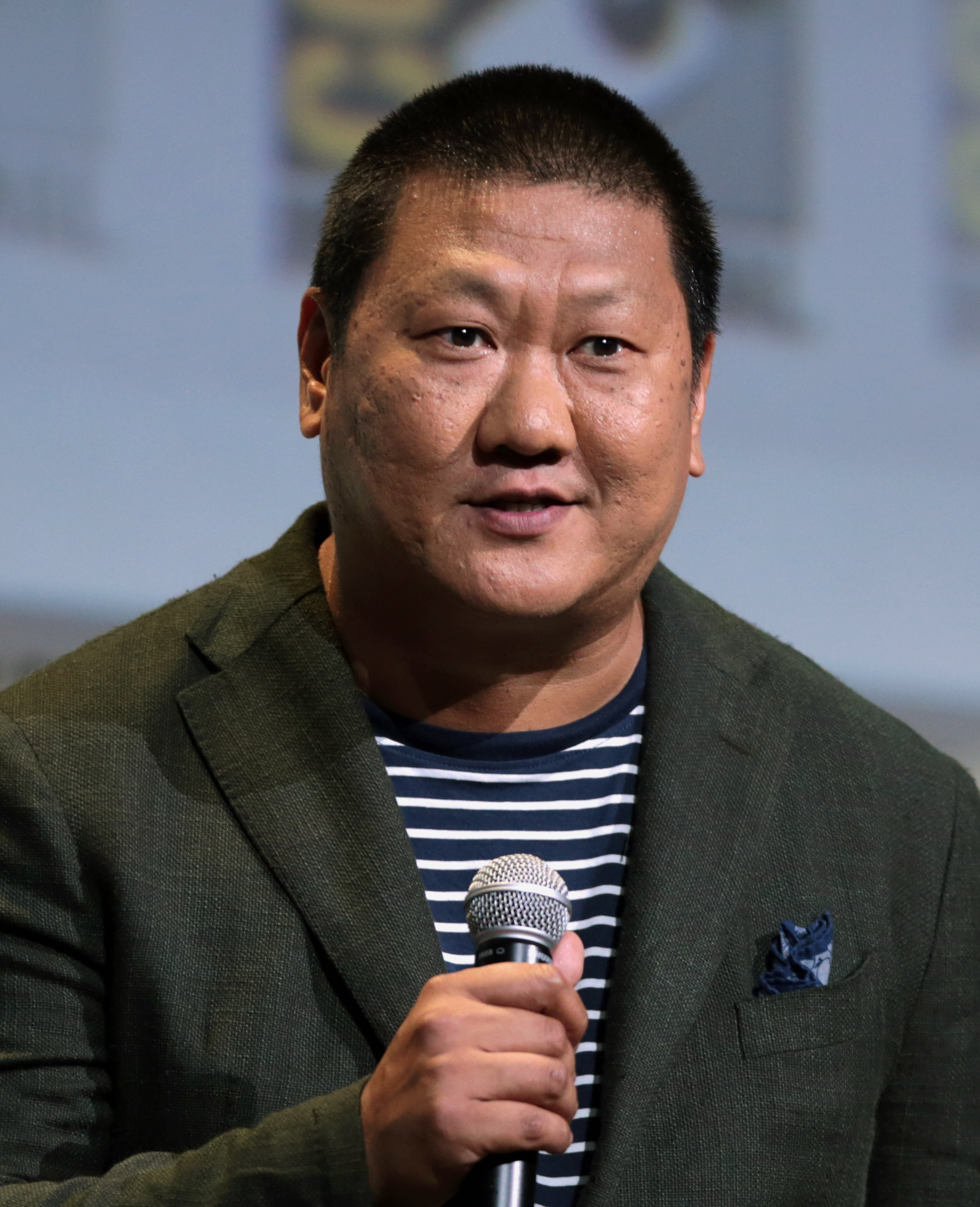
Бенедикт Вонг продвигает фильм «Доктор Стрэндж» на San Diego Comic-Con 2016

Бенедикт Вонг изображает Вонга в фильмах КВМ «Доктор Стрэндж» (2016), «Мстители: Война бесконечности» (2018), «Мстители: Финал» (2019), «Шан-Чи и легенда десяти колец» (2021), «Человек-паук: Нет пути домой» (2021) и «Доктор Стрэндж: В мультивселенной безумия» (2022). Бенедикт Вонг был в восхищении «от того, что его усадили за стол азиатского мастерства» среди актеров «Шан-Чи». Актёр также озвучил альтернативную версию Вонга в эпизоде мультсериала «Что, если…?» под названием «Что, если… Доктор Стрэндж потерял бы своё сердце вместо рук?», в то время как другая версия персонажа появляется без реплик в эпизоде «Что, если… зомби?!».

## Биография персонажа

### Наставник Доктора Стрэнджа и воскрешение
До 2016 года Вонг обучался и учил чародеев в Камар-Тадже. В 2016 году, библиотекаря Камар-Таджа обезглавливает Кецилий во время атаки на библиотеку. После этого, новым библиотекарем назначается Вонг и в тот же год встречает доктора Стивена Стрэнджа, стремящегося излечить свои руки. Вонг проводит Стивену экскурсию по библиотеке и рассказывает Стивену о замеченной им книги Калиостро, а также о бывшем библиотекаре. Он выдаёт Стивену книги, и предупреждает его, что он не пытался их выкрасть. Некоторое время спустя, Стивен приходит к Вонгу за книгой об Астральном измерении, однако Вонг, считая, что он еще не готов, отказывает ему. После этого, Вонг, прислушавшись к словам Стивена, слушает песни Бейонсе, однако в этот момент, Стивен выкрадывает несколько книг, о чем позже Вонг докладывает Древней. Когда Стивен находит Камень Времени и начинает экспериментировать с ним, процесс выходит из под контроля, однако Вонг и Мордо останавливают Стивена и рассказывают ему о истории Мастеров Мистических искусств и их значении в мире. Внезапно, на храм в Лондоне нападает Кецилий, и разрушает его, в результате чего Вонг и Мордо остаются в Камар-Тадже, а Стрэнджа выкидывает в Санктум Санкторум в Нью-Йорке.
После этого, Вонг становится в защиту храма в Гонконге, однако его убивает Кецилий. Некоторое время спустя, Стрэндж воскрешает его с помощью Камня Времени и они вместе противостоят Кецилию. После победы над Кецилием и Дормамму, Стрэндж и Вонг возвращаются в Санктум Санкторум в Нью-Йорке.

### Война бесконечности и становление Верховным чародеем
В 2018 году, Вонг просит Стрэнджа купить ему сэндвич с тунцом и сыром, и в этот момент в Санктум Санкторум аварийно приземляется Брюс Бэннер и предупреждает Вонга и Стрэнджа о Таносе и надвигающейся угрозе. Они также вербуют Тони Старка, и Вонг рассказывает Старку и Бэннеру о Камнях Бесконечности. Внезапно на Нью-Йорк прибывают Эбеновый Зоб и Кулл Обсидиан за Камнем Времени. Они Вонгом, Стрэнджем и Старком. Зоб вырубает Вонга и захватывает Стрэнджа. Позже, Вонг открывает портал и телепортирует Обсидиана на гору, а затем резко закрывает, отрезая ему правую руку. После этого, Вонг остаётся охранять Санктум Санкторум. Позже Вонг переживает щелчок Таноса и становится Верховным чародеем вместо исчезнувшего Стрэнджа.
В 2023 году, восстановленный Стрэндж вызывает Вонга, и вместе с ним открывает порталы для восстановленых Мстителей, Стражей Галактики, Опустошителей и армии Ваканды и Асгарда на разрушенную Базу Мстителей, чтобы победить альтернативную версию Таноса и его армию. Неделю спустя Вонг присутствует на похоронах пожертвовашего собой Тони Старка.

#### Битва с Мерзостью и встреча с Шан-Чи
В 2024 году Вонг похищает Эмиля Блонски / Мерзость из тюрьмы строгого режима и сражается с ним в подпольном бойцовском клубе «Золотые кинжалы» в Макао. Вонг побеждает Блонски в бою, создав портал, через который Эмиль нокаутирует сам себя. Вонг предлагает Блонски свободу, но тот решает вернуться в тюрьму.
Некоторое время спустя, Вонг, почувствовав силу, исходящую из десяти колец, Вонг открывает портал в ресторане Сан-Франциско и просит Шан-Чи и Кэти проследовать с ним. В Камар-Тадже, Вонг созванивается с Бэннером и Кэрол Дэнверс с помощью голографической проекции и начинает обсуждать с ними кольца. Они узнают, что десять колец посылают сигнал в неизвестное место. После этого Вонг отправляется с Шан-Чи и Кэти в караоке.

#### Отпуск в Камар-Тадже
Осенью этого же года, Вонг встречает Питера Паркера в Санктуме, пришедшего попросить Стрэнджа сделать так, чтобы весь мир забыл о том, что Квентин Бек раскрыл личность Паркера. Стрэндж предлагает заклинание «Руны Коф-Кола», однако Вонг предупреждает, что заклинание затрагивает знакомую и незнакомую реальности, и эта причина не повод так рисковать. Однако Стрэндж настаивает на заклинании и Вонг разрешает ему использовать заклинание, однако просит не вмешивать его в эту ситуацию. После этого, Вонг возвращается в Камар-Тадж.

### Противостояние Алой Ведьме
Некоторое время спустя, после того, как Стивен Стрэндж начинает сражаться с межпространственным демоном в Нью-Йорке, Вонг присоединяется к битве, и в конце концов они вдвоём убивают существо, спасая девушку, которая представляется как Америка Чавес. Чавес объясняет, что она может путешествовать по мультивселенной, и другие существа охотятся за её силой. Чавес отводит Вонга и Стрэнджа к трупу альтернативной версии Стрэнджа, который был убит демоном, причём Вонг и Стрэндж понимают, что здесь замешано колдовство, и забирают её в Камар-Тадж.
Стрэндж рассказывает Ванде Максимофф о Чавес, не понимая, что она была развращена «Даркхолдом» и намерена использовать Чавес, чтобы забрать её силу, чтобы найти своих детей Билли и Томми, которых она создала во время своего пребывания в Уэствью. Стрэндж рассказывает Вонгу о Ванде, и они вместе с другими чародеями готовятся защищать Камар-Тадж. Прибывает Максимофф и нападает на Камар-Тадж, убивая многих чародеев. Во время нападения срабатывают силы Чавес, и она и Стрэндж убегают через портал, оставляя Вонга в плену у Максимофф. Максимофф начинает использовать заклинание из «Даркхолда», известное как «сомнамбула», чтобы найти свою версию вместе с её детьми в мультивселенной и завладеть её телом.  После того, как чародейка Сара жертвует собой, чтобы уничтожить «Даркхолд» и прервать сомнамбулу, Максимофф заставляет Вонга привести её к горе Вундагор, источнику силы «Даркхолда» и месту расположения святилища Алой Ведьмы, что позволяет ей восстановить связь с её версией с Земли-838.
Стрэндж, в другой вселенной, убивает развращённого Стрэнджа этой вселенной и использует его версию «Даркхолда», чтобы явиться сомнамбулой в труп его умершей версии и отправиться за Максимофф, которая накладывает заклинание на Чавес на горе Вундагор, чтобы забрать её силы и убить её. С помощью Вонга и Чавес они транспортируют Максимофф обратно на Землю-838 и в дом Ванды из этой вселенной, где она понимает, что ее действия напугали детей этой вселенной. Из сожаления она решает уничтожить «Даркхолд» во всех вселенных, видимо, жертвуя собой для этого, используя свои силы, чтобы обрушить гору Вундагор. Чавес возвращает Стрэнджа на Землю-616, где Чавес начинает тренироваться в Камар-Тадже под руководством Вонга.

### Юридические проблемы
В 2025 году Вонг встречается с адвокатом Дженнифер Уолтерс, которая представляет Блонски в деле об условно-досрочном освобождении, после того, как кадры драки между парой просочились и были обнародованы. Вонг подтверждает, что он вызволил Блонски из тюрьмы и присутствует на слушаниях по его условно-досрочному освобождению в качестве свидетеля; он уходит после того, как член комиссии по условно-досрочному освобождению заявляет, что он совершил преступление, содействуя побегу заключённого.
Позже Вонг узнаёт о волшебнике Донни Блэйзе, который злоупотреблял магией, которой он научился в Мистическом замке, после того, как Мэдисинн Кинг случайно оказалась в Камар-Тадже, где она проспойлерила ему эпизод «Клана Сопрано». Он нанимает Дженнифер Уолтерс в качестве своего адвоката и говорит ей, что Блэйз был исключён из Камар-Таджа за неэтичное использование силы. Это приводит к тому, что Уолтерс ведёт дело о прекращении деятельности Блэйза и владельца Мистического замка Корнелиуса П. Уиллоуза. Мэдисинн была использована в качестве свидетеля, чтобы подтвердить заявление Вонга. Судья Ханна заявляет, что ей потребуется неделя, чтобы вынести свой вердикт, в то время как Мэдисинн уходит с Вонгом и Уолтерс, проспойлерив ещё один эпизод «Клана Сопрано». Во время своего следующего шоу Блэйз случайно вызывает рой демонов в своё магическое шоу, заставляя Уолтерс и Вонга помочь. Прежде чем Уолтерс заставит Вонга изгнать последнего демона, она использует его, чтобы запугать Блэйза и Уиллоуза, чтобы они прекратили заниматься своей деятельностью, что они неохотно выполняют. В сцене посреди Вонг и Мэдисинн вместе позже смотрят «Это мы».
Когда Блонски снова отправляют в тюрьму, Вонг освобождает его и позволяет ему переехать в Камар-Тадж.

## Альтернативные версии
Вонг, озвученный Бенедиктом Вонгом появляется в первом сезоне анимационного сериала «Disney+» «Что, если…?» (2021) в виде нескольких альтернативных версий самого себя:

### Уничтожение вселенной
В альтернативном 2016 году, Вонг советует «Верховному» Доктору Стрэнджу оставить прошлое и жить спокойной жизнью. После этого, Вонг, в разделенной временной линии, где находилась добрая версия Стрэнджа, помогает Стивену подготовиться к битве против своей злой версии, накладывая на него защитные заклинания. После этого, Стивена находит его злая версия, и отправляет к себе, и в это время, Вонг желает ему удачи. После этого, из-за действий «Верховного» Доктора Стрэнджа, вселенная Вонга погибает вместе с ним.

### Зомби-эпидемия
В альтернативном 2018 году, Вонг заражается Квантовым вирусом и вместе со Стрэнджем и Тони Старком нападают на Эбенового Зоба и Кулла Обсидиана, а затем заражают их. Вонг открывает портал и нападает на Брюса Бэннера, однако Плащ левитации Стрэнджа захватывает Вонга и начинает раскручивать его, в результате чего открытый им портал закрывается и отрубает ему голову.

## Реакция
Шанья Рассел из /Film назвала Вонга «самым недооценённым чудом [КВМ]». Появления Вонга в «Шан-Чи», «Нет пути домой» и «Мультивселенной безумия» привели к сравнению между ним и Филом Колсоном.